# 171 (nombre)
Cet article concerne le nombre 171. Pour les années, voir 171 et 171 av. J.-C. Pour les lignes de transports en commun voir Ligne 171 .
171 (cent-septante-et-un ou cent-soixante-et-onze) est l'entier naturel qui suit 170 et qui précède 172. Les formes avec moins de traits d'union cent septante-et-un, cent septante et un, cent soixante-et-onze et cent soixante et onze sont également reconnue.

## En mathématiques
171 est un nombre figuré : c'est le 18e nombre triangulaire, le 6e nombre tridécagonal et le 3e nombre 58-gonal.
En base dix, c'est un nombre nombre Harshad, palindrome et ondulant.
En base sept, c'est un nombre uniforme (333).

## Dans d'autres domaines
171 est le numéro du colorant alimentaire de synthèse E171 blanc), le dioxyde de titane.
171 est également le nombre de canons de la butte Montmartre que les Communards de 1871 réquisitionnèrent grâce au soutien de la garde nationale. C'est en référence à cet épisode qui sonne le début de la Commune qu'un atelier de graphistes tire son nom,.